# جامعة ميشيغان - ديربورن
جامعة ميشيغان - ديربورن هي جامعة عامة في ديربورن بولاية ميشيغان. إنها أحد الحرمين الجامعيين الإقليميين لجامعة ميشيغان ويعملان بموجب سياسات مجلس الأمناء. تقع جامعة ميشيغان في آن أربور على بعد 35 ميلاً إلى الغرب. يقع الحرم الإقليمي الآخر في فلينت، التي تقع على بعد 70 ميلاً إلى الشمال. يتمتع الطلاب المسجلون بإمكانية الوصول الكامل إلى أنظمة المكتبات والمعارض والأحداث الرياضية في الحرم الجامعي الرئيسي، كما أن الخريجين أعضاء في أكبر منظمة للخريجين من نوعها في العالم، وهي رابطة خريجي جامعة ميشيغان. يتعاون أعضاء هيئة التدريس والطلاب عبر جميع الحرم الجامعية الثلاثة في الأنشطة البحثية والعلمية، ويتم منح الدرجات لجميع الجامعات الثلاثة من قبل مجلس الأمناء المنتخب من قبل الولاية. تقدم جامعة ميشيغان - ديربورن أكثر من 100 تخصص أكاديمي وقاصر، و43 برنامجًا لدرجة الماجستير، و6 برامج لدرجة الدكتوراه. هي جزءٌ من منطقة مترو ديترويت، وتشتهر جامعة ميشيغان - ديربورن أيضًا بمشاركتها المجتمعية داخل مدينة ديترويت، وهي جزء من تحالف الجامعات الحضرية والمتروبوليتان.

## التاريخ
بدأ تاريخ جامعة ميشيغان - ديربورن في منتصف الخمسينيات من القرن الماضي، مع دراسات أجراها مدير تدريب شركة فورد موتور أرشي بيرسون. خلصت هذه الدراسات إلى أن الشركة تواجه نقصًا مستقبليًا في المتعلمين الجامعيين والمهندسين المؤهلين والمديرين المبتدئين. أدى هذا الاستنتاج إلى قيام بيرسون بالاستفسار بتكتم عن مؤسسات التعليم العالي في مترو ديترويت حول اهتمامها واستعدادها لتعديل برامجها لتلبية الاحتياجات المستقبلية لصناعة السيارات.
في 17 كانون الأول (ديسمبر) 1956، أهدى فورد كلاً من أموال تطوير الأراضي ورأس المال إلى جامعة ميشيغان لإنشاء حرم جامعي إقليمي يقدم برامج على مستوى البكالوريوس والماجستير. في فبراير 1957، قبل حكام جامعة ميشيغان الهدايا رسميًا والتزموا بإنشاء حرم جامعي جديد في ديربورن. سيكون لدى حرم ديربورن أيضًا متطلبات تعاونية للدراسة والعمل لبرامجها في إدارة الأعمال والهندسة، والتي تهدف إلى تزويد الطلاب بتجربة واقعية من شأنها زيادة فرص العمل لديهم. ستوفر جامعة ميشيغان في آن أربور الفنون الحرة والدورات المهنية اللازمة لإكمال درجة البكالوريوس أو الماجستير من جامعة ميشيغان. بدأ البناء في حرم ديربورن الجامعي في 22 مايو 1958، وفي الأول من أكتوبر من ذلك العام، تم تعيين ويليام إي. ستيرتون مديرًا أول لها. تم افتتاح حرم ديربورن الجامعي، المعروف في البداية باسم مركز ديربورن التابع لجامعة ميشيغان، بتسجيل 34 طالبًا في 28 سبتمبر 1959. تمت إضافة قسم الفنون الحرة وبرامج في الهندسة الكهربائية وتعليم المعلمين في خريف عام 1960. تم تكريم أول 12 خريجًا في الحرم الجامعي في حفل التخرج في آن أربور في 20 يناير 1962. في عام 1963، تم تغيير اسم الحرم الجامعي إلى حرم ديربورن الجامعي لجامعة ميشيغان، للتأكيد على أنه مجاني- وحدة دائمة بالجامعة.
في مايو 1969، أصدرت لجنة دراسة تخطيط الحرم الجامعي في ديربورن تقريرها حول مستقبل المؤسسة، والذي أوصى بإضافة دورات البكالوريوس في الأقسام الدنيا وتوسيع البرامج غير التعاونية. في نوفمبر 1969، وافق الوصاية رسميًا على توصيات اللجنة. في فبراير 1970، ناقشت لجنة الكليات والجامعات التابعة لمجلس النواب في ميشيغان مشروع قانون من شأنه أن يفصل حرم ديربورن الجامعي عن جامعة ميشيغان باعتباره «جامعة فيرلين» مستقلة، وهو اقتراح غير ناجح في النهاية تم الاحتجاج عليه من قبل كل من أعضاء هيئة التدريس والطلاب في ديربورن. في أغسطس 1970، حصل حرم ديربورن الجامعي على أول اعتماد مستقل عن حرم آن أربور، من الرابطة الشمالية المركزية للكليات والمدارس. في أبريل 1971، تم تغيير اسمها رسميًا إلى جامعة ميشيغان - ديربورن. في يوليو من ذلك العام، تم تعيين ليونارد إي جودال، نائب رئيس جامعة إلينوي في شيكاغو سيركل، أول مستشار لـ جامعة ميشيغان - ديربورن. في خريف عام 1971، أصبحت الجامعة رسميًا مؤسسة مدتها أربع سنوات حيث رحبت بأول فصل طالبة. كان هناك 313 طالبًا جديدًا في ذلك الفصل الأول وزاد الالتحاق الإجمالي بنسبة 50٪ إلى 1,369. نما معدل الالتحاق بالجامعة بسرعة خلال العقد، حيث تجاوز 6000 في عام 1979. أعلنت جامعة ميشيغان - ديربورن عن خطة لتطوير الحرم الجامعي بقيمة 19 مليون دولار وإنشاء جمعية الخريجين في نوفمبر 1973.
بين عامي 1978 و 1980، تم افتتاح ثلاثة مبانٍ جديدة رئيسية في الحرم الجامعي: فيلد هاوس وآيس أرينا، ومكتبة الجامعة، ويونيفرسيتي مول. تسببت هذه الإضافات في تحول مركز الحرم الجامعي إلى الجنوب من المباني الأربعة الأصلية لجامعة ميشيغان - ديربورن. في يوليو 1980، تم تعيين نائب مستشار جامعة كولورادو في دنفر ويليام أ. جنكينز في منصب المستشار الثاني لأو إم ديربورن. سرعان ما واجه أزمة مالية كبيرة في الحرم الجامعي نتجت عن ركود في الولاية، مما أدى إلى خفض الميزانية الأساسية للجامعة بمقدار 500000 دولار في أبريل 1981  وفي عام 1981 أيضًا، أسس أستاذ التاريخ سيدني بولكوسكي الهولوكوست مشروع التاريخ الشفوي للناجين في جامعة ميشيغان - ديربورن. في خريف عام 1983، وصل التحاق الأقليات في الحرم الجامعي إلى مستوى قياسي مرتفع بلغ 9.6٪. تلقت الجامعة زيادة بنسبة 13.2٪ في مخصصاتها السنوية من المجلس التشريعي للولاية في 1984-85، مما مكنها من استعادة 3٪ زيادة في الرواتب التي كانت قد خفضتها في 1981-1982. في مايو 1986، افتتحت جامعة ميشيغان - ديربورن مركز الأبحاث الأرمني، وهو أول مؤسسة تابعة للجامعة من نوعها.
في تشرين الثاني (نوفمبر) 1988، تم تنصيب بليندا ويلسون منصب المستشارة الثالثة لأو إم ديربورن. في سبتمبر 1989، بدأت الجامعة مشروع تجديد الحرم الجامعي العام بمبلغ 11.6 مليون دولار، بتمويل كامل من ولاية ميتشيغان. في صيف عام 1990، أنهت الجامعة برنامج هوكي الجليد، مما أدى إلى إعلان المدرب توم أناستوس والمدير الرياضي سيد فوكس عن مغادرتهما ديربورن. في أكتوبر، أعلن ويلسون أن الهوكي ستصبح رياضة نوادي وأن فرق كرة السلة وكرة الطائرة النسائية بالجامعة سوف تتنافس في الرابطة الوطنية لألعاب القوى بين الكليات (NAIA). في أبريل 1991، تجاوز عدد الخريجين المسجلين في جامعة ميشيغان - ديربورن 1000 لأول مرة، وفي يوليو من ذلك العام تجاوزت عائدات الرسوم الدراسية مخصصات الدولة. في مايو 1992، أعلنت ويلسون استقالتها لتولي منصب في جامعة ولاية كاليفورنيا. في كانون الثاني (يناير) 1993، تم تنصيب جيمس سي رينيك كبديل لها كرئيس رابع للجامعة. في خريف عام 1995 ومرة أخرى في خريف عام 1996، حققت الجامعة إجمالي تسجيلات جديدة (8214 و8324 على التوالي). في مارس 1997، افتتحت جامعة ميشيغان - ديربورن برنامج الدراسات العليا الأول في كلية الآداب والعلوم والآداب (CASL)، وهو ماجستير في الآداب في الدراسات الليبرالية. في مارس 1999، أصدر مجلس موارد التخطيط في فيوتشرز التابع للجامعة توصيته بأن «الأولوية القصوى لجامعة ميشيغان - ديربورن هي اعتبارها جامعة إقليمية ممتازة على المستوى الوطني» وجادل بأن هذا يجب أن يتحقق من خلال «تطوير مراكز متعددة التخصصات للتميز في التدريس والبحث».
في نوفمبر 2000، تم تنصيب دانيال ليتل ليكون خامس مستشار للجامعة. في عام 2001، تم افتتاح كل من مركز التفسير البيئي ومبنى كاسل في الحرم الجامعي. في خريف عام 2003، تجاوز الالتحاق بالجامعة 9000 لأول مرة (9022) وبلغ عدد الخريجين 25٪ من إجمالي الالتحاق. في سبتمبر من ذلك العام، استحوذت الجامعة على مركز فايلا لان للتدريب من فورد، الواقع عبر إيفرجرين رود من حرمها الرئيسي، والذي أعادت تسميته مركز Fairlane في فبراير 2004. في نوفمبر 2003، تم افتتاح مركز الجامعة بعد تجديده (مول الجامعة سابقًا). في أكتوبر 2006، خصصت جامعة ميشيغان - ديربورن مركزها الجديد لتعلم العلوم والبحوث. في نوفمبر 2008، وافق حكام جامعة ميشيغان على برامج الدكتوراه الأولى في جامعة ميشيغان - ديربورن، دكتوراه في الفلسفة في هندسة أنظمة السيارات وهندسة نظم المعلومات، للبدء في الخريف التالي. في فبراير 2009، وافق الحكام على برنامج دكتوراه في التربية والتعليم. في مايو من ذلك العام، أعلنوا إعادة تسمية كلية الإدارة بكلية إدارة الأعمال. وفي عام 2008، كيبلينغر في المرتبة 86 جامعة ميشيغان - ديربورن وطنيا في «أفضل القيم في الكليات العامة»، بينما في عام 2009 أخبار الولايات المتحدة والتقرير العالمي المرتبة أفضل الرابعة الجامعة على مستوى الماجستير في الغرب الأوسط.
في سبتمبر 2013، افتتح الاتحاد في ديربورن، مع 145 شقة توفر أول سكن طلابي في الحرم الجامعي منذ السبعينيات. وفي ذلك الشهر أيضًا، تم تغيير اسم كلية التربية بجامعة إم ديربورن إلى كلية التربية والصحة والخدمات الإنسانية. في كانون الأول (ديسمبر) 2015، منحت جامعة إم-إم-ديربورن درجتها التراكمية 50,000. في سبتمبر 2016، أعيد افتتاح مبنى العلوم الطبيعية بالجامعة بعد تجديد بقيمة 51 مليون دولار. في أبريل 2018، افتتحت جامعة ميشيغان - ديربورن حجر الأساس لمبنى مختبر هندسي جديد بقيمة 90 مليون دولار. في عام 2018، استقال دانييل إي ليتل من منصب المستشار بعد 18 عامًا، وخلفه دومينيكو جراسو في أغسطس. تم تعيين جراسو رسميًا في منصب المستشار السادس للجامعة في أبريل 2019.

## حرم الجامعة

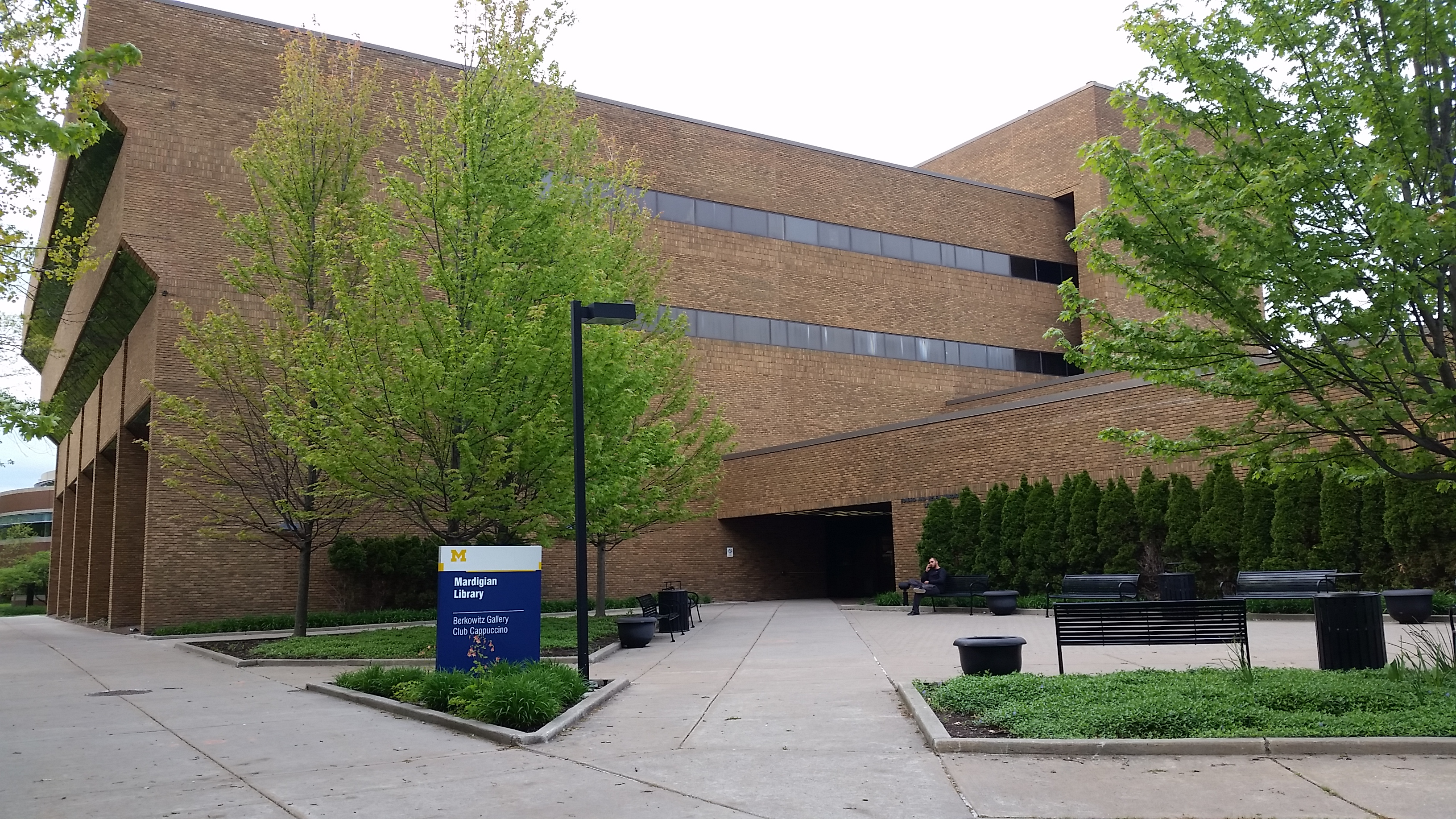
مكتبة مارديجيان

يقع الحرم الجامعي لجامعة ميشيغان - ديربورن في العقار السابق لرائد السيارات هنري فورد. وهي مقسمة إلى عدة أقسام: عقارات هنري فورد، المعروفة باسم فير لين، ومركز فيرلين، والحرم الجامعي الرئيسي، ومركز تعليم الطفولة المبكرة جنوب الحرم الجامعي مباشرة. بالإضافة إلى ذلك، تمتلك الجامعة أكثر من 70 فدانًا (283000 مترًا مربعًا) من المحمية الطبيعية ومرصد الطيور، مرصد روج ريفر بيرد، الذي يعمل في الحرم الجامعي منذ تأسيسه في عام 1992، وهو الأطول تشغيلًا، بالكامل وقت محطة أبحاث الطيور الحضرية في أمريكا الشمالية.
يشمل الحرم الجامعي الرئيسي مرافق كلية الآداب والعلوم الإنسانيّة (CASL)، وكلية الهندسة وعلوم الكمبيوتر (CECS)، ومركز التفسير البيئي، والإدارة، ومكتبة مارديجيان، ومعهد دراسات المركبات المتقدمة، والجامعة المركز، ومبنى الحوسبة، والميدان. ضمن كل من كلية الآداب والعلوم الإنسانيّة وكلية الهندسة وعلوم الكمبيوتر، تضم العديد من المباني المختلفة برامج وأقسام ومراكز بحثية مختلفة ومراكز الحياة الطلابية وموارد أكاديمية.

### فير لاين

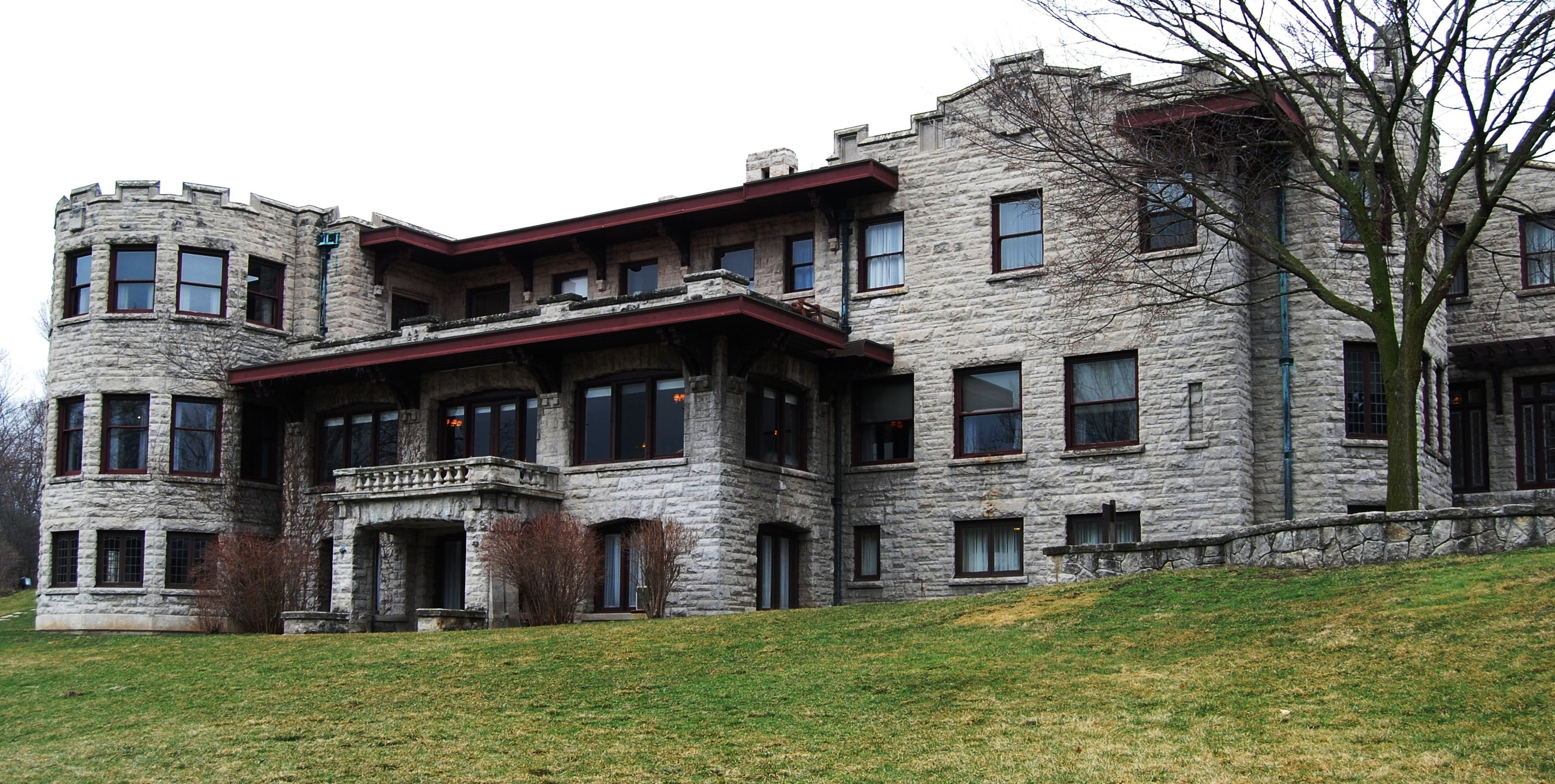
هنري فورد العقارية

يقعُ فير لاين (بالإنجليزية: Fair Lane)‏ والمحمية الطبيعية غرب الحرم الجامعي على طول نهر روج. يوجد شلال صغير وحديقة ورود ومرج وبحيرة وبركة عاكسة تحيط بها أفدنة من الغابات. تحتوي الغابة على العديد من مسارات المشي التي تربط مركز التفسير البيئي، وكلية هنري فورد المجتمعية، ووسط مدينة ويست ديربورن، وهاينز درايف، والحرم الجامعي الرئيسي للجامعة، وفير لين معًا. تم تسليم فاير لاين مؤخرًا إلى إدسل وإلينور فورد هاوس. سوف تضع إدسل وإلينور فورد هاوس جهود ترميم ستكلف 50 مليون دولار أو أكثر. سيذهب غالبية التمويل نحو ترميم المنزل بالكامل والحفاظ على الأرضية. سيفتح المشروع غرفًا لم تكن متاحة للجولات العامة من قبل.

## أكاديميون
توجد أربع كليات في جامعة ميشيغان - ديربورن: كلية الآداب والعلوم الإنسانيّة (CASL)، وكلية الهندسة وعلوم الكمبيوتر (CECS)، وكلية الأعمال (COB)، وكلية التربية والصحة والخدمات الإنسانية (CEHHS).

### كلية الآداب والعلوم والآداب

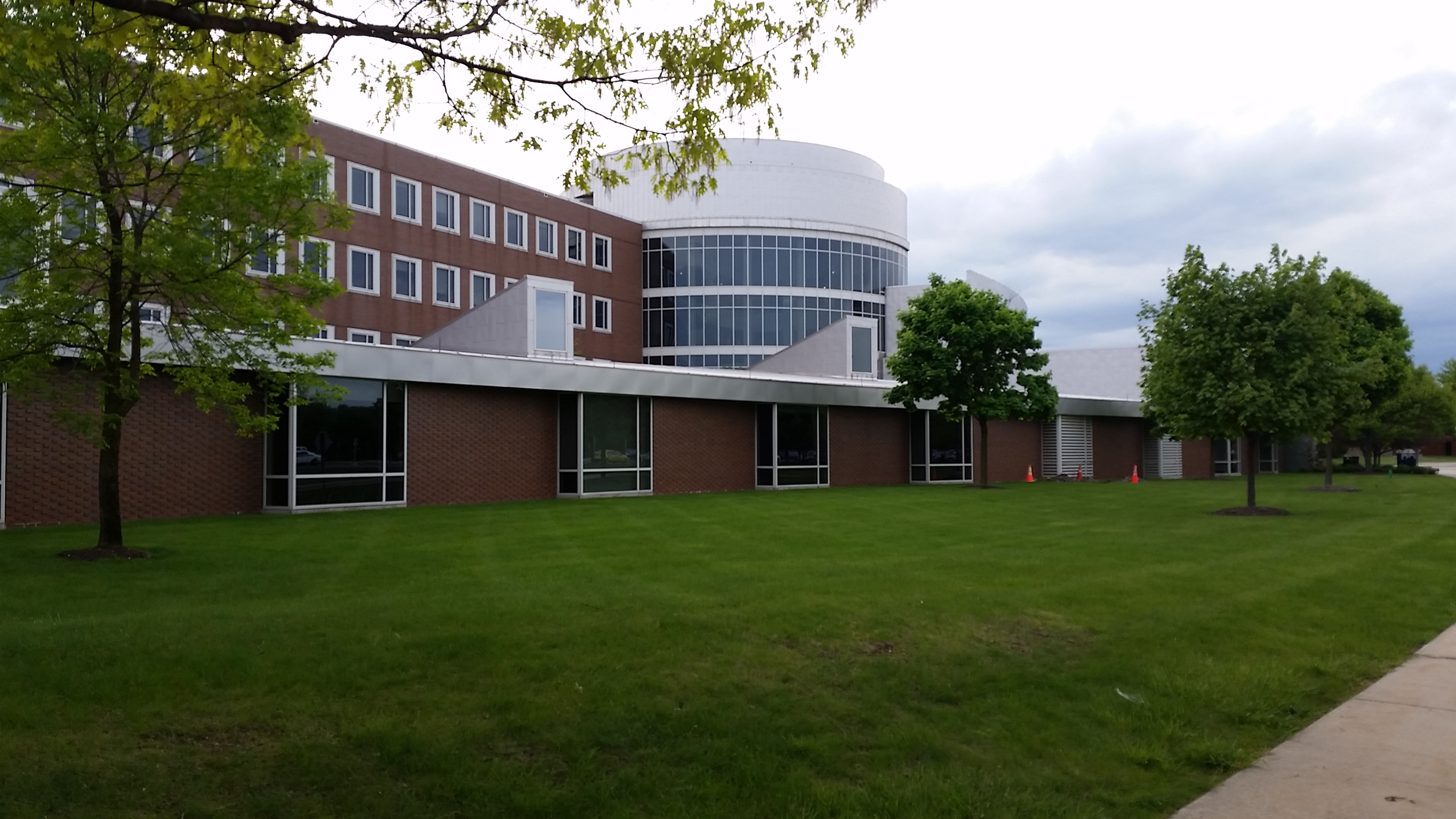
مبنى كلية الآداب والعلوم الإنسانيّة

تضم كلية الآداب والعلوم الإنسانيّة (CASL)، التي يُطلق عليها اسم «القلعة»، خمسة برامج للدراسات العليا و 32 تخصصًا جامعيًا وبرامج في العلوم البيئية والرياضيات والإحصاءات التطبيقية والعلوم الفيزيائية والتنوع الديني والدراسات الثقافية والصحة دراسات السياسة وعلم نفس الصحة والمشاركة المدنية والقيادة. ترجع أصول كلية الآداب والعلوم الإنسانيّة إلى إنشاء قسم الأدب والعلوم والفنون في خريف عام 1960، والذي اتخذ اسمه الحالي ووضعه على مستوى الكلية في يونيو 1973.
يضم المبنى الرئيسي المكاتب الإدارية للكلية وأقسام العلوم السلوكية والرياضيات والإحصاء وفلسفة الأدب وفنون (LPA) وثقافة اللغة والاتصال (LCC). تشغل الفصول الدراسية للأغراض العامة غالبية المستوى الأول، جنبًا إلى جنب مع استوديو التلفزيون بالحرم الجامعي. توجد العديد من البرامج الأخرى، مثل الدراسات الحضرية والعدالة الجنائية، في مبان مختلفة منتشرة في جميع أنحاء الحرم الجامعي.

### كلية الهندسة وعلوم الحاسب

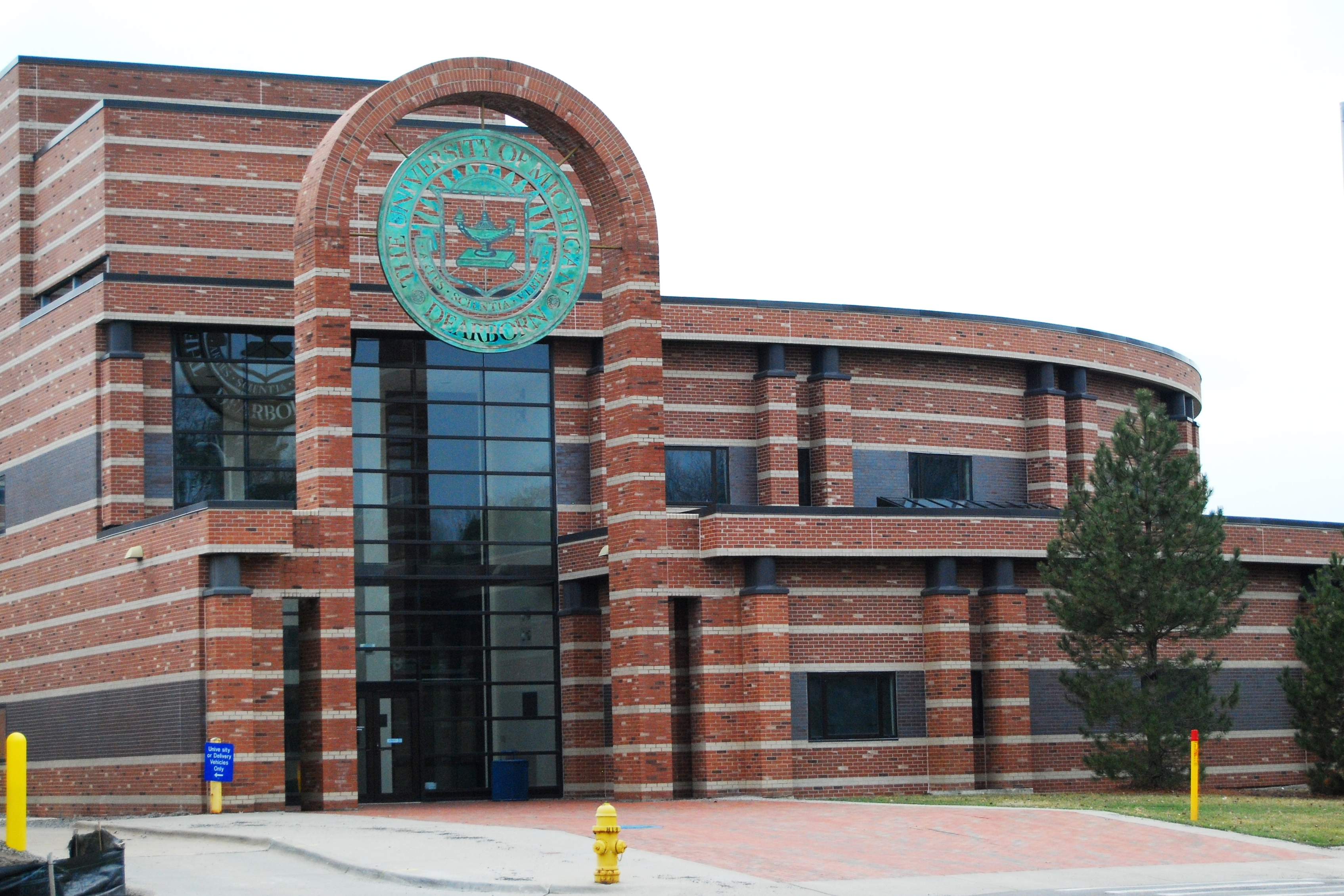
مبنى كلية الهندسة وعلوم الكمبيوتر

تضم كلية الهندسة وعلوم الكمبيوتر (CECS) تسعة برامج جامعية و 12 برنامجًا للدراسات العليا، بما في ذلك برنامجان للدكتوراه، يقعان في أربعة أقسام والبرامج متعددة التخصصات بالكلية. يعود تاريخ الهندسة في جامعة ميشيغان - ديربورن إلى عامها الدراسي الأول، أعيد تنظيمها لتصبح كلية الهندسة في يونيو 1973، وأعيد تسميتها إلى كلية الهندسة وعلوم الكمبيوتر في مارس 1998.

### كلية إدارة الأعمال
تقدم كلية إدراة الأعمال برامج البكالوريوس والدراسات العليا. تم تنظيم برامج الأعمال في جامعة ميشيغان - ديربورن في كلية الإدارة التي تم تشكيلها حديثًا في يونيو 1973، والتي تم تغيير اسمها إلى كلية إدارة الأعمال في يوليو 2009.

### كلية التربية والصحة والخدمات الإنسانية
تقدم كلية التربية والصحة والخدمات الإنسانية (CEHHS) برامج البكالوريوس والماجستير والدكتوراه. كما يقدم برامج شهادات للمعلمين المستقبليين والحاليين وفرصًا لطلابها في مركز تعليم الطفولة المبكرة (ECEC). يعود تاريخ برنامج إعداد المعلمين في جامعة ميشيغان - ديربورن إلى خريف عام 1960، وأعيد تنظيمه ليصبح قسم التعليم في يونيو 1973، وتم ترقيته إلى مدرسة التربية في مارس 1987.

## ألعاب القوى
تُعرف الفرق الرياضية في جامعة ميشيغان - ديربورن باسم ولفيرين، وألوانها هي الذرة الصفراء والزرقاء. ابتداءً من عام 1977، عُرفت فرق ألعاب القوى باسم الذئاب. جامعة ميشيغان - ديربورن عضو في الرابطة الوطنية لألعاب القوى بين الكليات (NAIA)، وتتنافس بشكل أساسي في مؤتمر وولفرين-هوسيرر الرياضي (WHAC). بدأت جامعة ميشيغان –ديربورن المسابقة الرياضية في خريف عام 1974، ببرنامجها لكرة القدم. تم إصلاح برنامجها لألعاب القوى بشكل كبير في أكتوبر 1990، حيث أصبحت كرة السلة والكرة الطائرة للسيدات وخفضت مرتبة الهوكي إلى مرتبة رياضية للنادي. تشمل الرياضات الرجالية كرة السلة، اختراق الضاحية، هوكي الجليد، كرة القدم، البيسبول، واللاكروس. بينما تشمل الرياضات النسائية كرة السلة وكرة المضرب وكرة القدم والكرة اللينة والكرة الطائرة. ستتم إضافة البولينج للرجال والنساء، إلى جانب هوكي الجليد للسيدات للعام الدراسي 2018-2019.
تعد جامعة ميشيغان - ديربورن فيلدهاوس موطنًا للعديد من الأنشطة الرياضية والترفيهية في الحرم الجامعي. تم افتتاحه في خريف عام 1978. يستضيف المكان مسابقات كرة السلة للرجال والسيدات وهوكي الجليد والكرة الطائرة للرجال والسيدات. تم تركيب أرضية جديدة من الخشب الصلب في صالة الألعاب الرياضية خلال صيف 2016.
البطولات:
- 1980 - هوكي الجليد رجال (الوصيف)
- 1983 - هوكي الجليد رجال (الوصيف)
- 1984 - هوكي الجليد للرجال (الوصيف)
- 1992 - أبطال مؤتمر هوكي الجليد للرجال
- 1992 - هوكي الجليد رجال (الوصيف) - القسم الأول
- 1993 - أبطال مؤتمر هوكي الجليد للرجال
- 1998 - أبطال مؤتمر هوكي الجليد للرجال
- 1998 - أبطال بطولة هوكي الجليد للرجال
- 1999 - أبطال مؤتمر هوكي الجليد للرجال
- 2008 - دوري أبطال الرجبي ستيت، الدرجة الثانية
- 2016 - أبطال بطولة هوكي الجليد للرجال
- 2017 - أبطال بطولة هوكي الجليد للرجال
- 2017 - أبطال مؤتمر الكرة اللينة
- 2018 - بطولة مؤتمر كرة السلة للرجال
- 2018 - كرة السلة للرجال - الظهور في دوري الدرجة الثانيّة
- 2019 - أبطال مؤتمر هوكي الجليد للرجال[19]

## الحياة الطلابية
هناك أكثر من 125 منظمة طلابية معترف بها (RSOs) و9 منظمات برعاية جامعية (USOs). تضمُّ كل من مجتمعات المنظمات الطلابيّة ومنظمات الرعاية الجامعيّة اهتمامات غير عادية، من الحياة اليونانية، والمنظمات الأكاديمية / المهنية، والمنظمات الثقافية والعرقية، وجمعيات الشرف، والمنظمات السياسية والاجتماعية، والمنظمات الترفيهية، والمنظمات الدينية والروحية.
المنظمات التي ترعاها الجامعة:
- ميشيغان جورنال، الصحيفة الطلابية لجامعة ميشيغان - ديربورن منذ عام 1971.
- المحطة الإذاعية الطلابية بجامعة ميشيغان - ديربورن منذ عام 1979.
- شبكة فيديو الحرم الجامعي
- مجلس القيادة اليوناني
- صالة حفلات
- مجلس الأنشطة الطلابية
- الحكومة الطلابية
- المجلس الاستشاري لمنظمة الطلاب (SOAC)

كوليج راديو ميشيغان هي محطة إذاعية مجانية يديرها الطلاب وتتميز بالتنوع في الموسيقى من موسيقى البانك روك إلى البلوجراس والجاز إلى الإلكترونيكا وكل شيء بينهما. ابتداء من عام 2007، بدأت المحطة البث المباشر للأحداث الرياضية جامعة ميشيغان - ديربورن.
| الأخويات: - ألفا فاي ألفا - فاي سيجما فاي - دلتا سيجما فاي - ثيتا تاو - تاو كابا إبسيلون - ألفا بسي لامدا - فاي بيتا سيجما - فاي دلتا إبسيلون الجمعيات النسائية: - ألفا كابا ألفا - ألفا أوميغا إبسيلون - دلتا فاي ابسيلون - دلتا سيجما ثيتا - كابا أوميغا تشي - فاي مو - فاي سيجما سيجما - سيجما جاما رو - زيتا فاي بيتا |

### عدد الطالب
في خريف 2017، بلغ عدد الطلاب المسجلين بالجامعة حوالي 9339 طالبًا: 7141 طالبًا جامعيًا و2198 طالبًا جامعيًا. 57٪ من طلاب جامعة ميشيغان - ديربورن رجال و43٪ نساء. 94٪ من الطلاب هم من سكان ولاية ميشيغان. 26٪ أقليات. 50٪ طلاب جامعيون من الجيل الأول. متوسط المعدل التراكمي في المدرسة الثانوية هو 3.6. متوسط درجات اختبار سات للطلاب الجدد هو 1,168. يلتحق حوالي نصف طلاب جامعة ميشيغان - ديربورن مباشرة من المدرسة الثانوية؛ البقية هم الطلاب الذين لديهم خبرة جامعية سابقة إما مباشرة قبل دخول جامعة ميشيغان - ديربورن أو في مرحلة مبكرة من حياتهم ومهنهم.

## خريجون بارزون
- إسماعيل أحمد - مدير دائرة ميتشجن للخدمات الإنسانية
- شاول أنوزيس - رئيس الحزب الجمهوري ميتشيغان
- مارك أتكينسون - أحد أفضل الباحثين في مرض السكري في العالم
- سوزي أفيري - الرئيس السابق للحزب الجمهوري في ميشيغان
- تيد كاستيل - مالك بيثل هايتس فينيارد في وادي ويلاميت بولاية أوريغون.[23]
- جورج داراني - عضو سابق في مجلس النواب ميتشجن
- ريما فقيه - عارضة أزياء وممثلة وحائزة على ملكة جمال الولايات المتحدة الأمريكية 2010
- كيمبرلي فروست - الروائي
- كومار جالهوترا - رئيس شركة فورد في أمريكا الشمالية
- رودي هاتفيلد - لاعب كرة سلة محترف في فريق بارانجي جينبرا سان ميغيل في الرابطة الفلبينية لكرة السلة
- فدوى حمود - الوكيل العام لميتشيغان
- إيان هورناك - فنان مؤسس لحركات الفنون الجميلة هايبرليست.[24][25]
- جيويل جونز - عضو مجلس النواب في ميشيغان
- هدى قطان - فنانة مكياج ومدونة جمال ومؤسس خط مستحضرات التجميل هدى بيوتي
- ماري بيث كيلي - قاضية سابقة في المحكمة العليا في ميتشجن
- بول س. كيمب - روائي
- ديفيد كنزيك - عضو سابق في مجلس شيوخ ميشيغان
- ليسيا ليس - عضو سابق في مجلس النواب بولاية ميشيغان
- تريفور روزين - عضو في تمثيل موسيقى الريف الحائز على جائزة أولد دومينيون
- جايسون شميت - صحفي وأكاديمي